# ヴィシュヴァールーパ

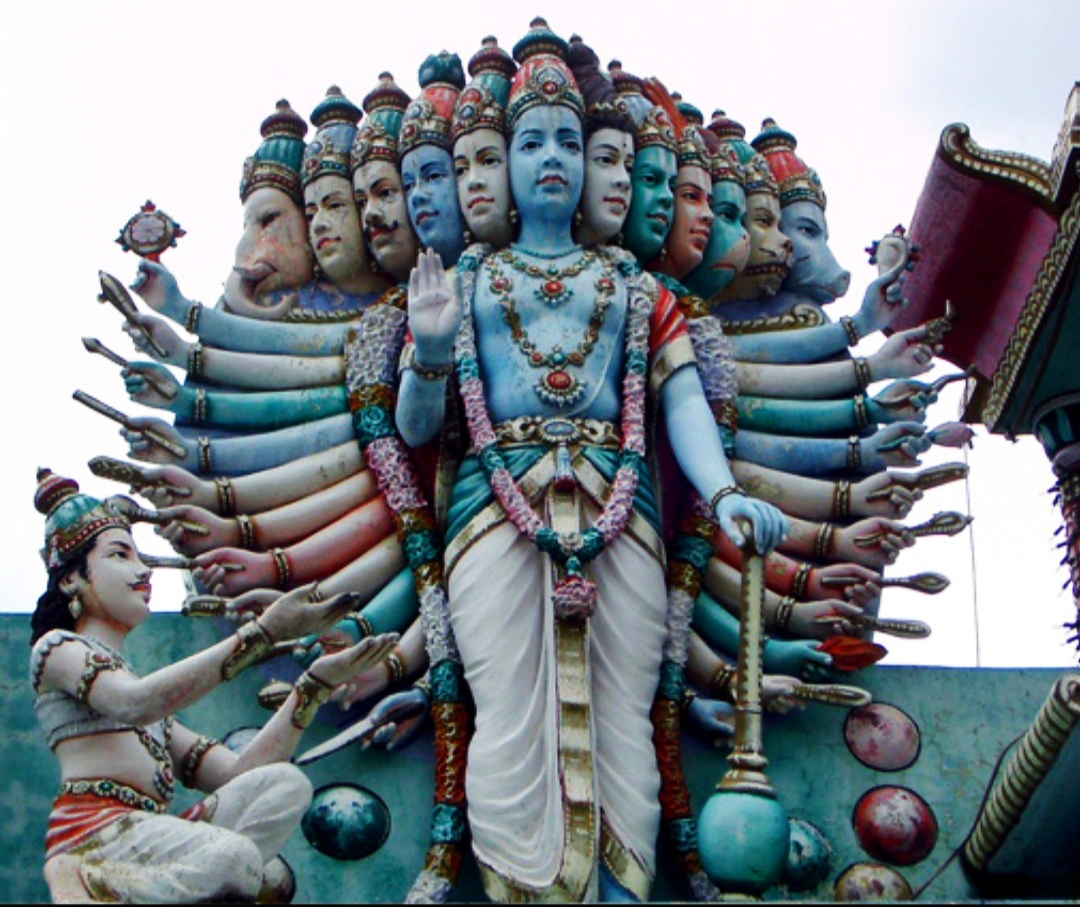
ヴィシュヴァールーパとしての姿を見せたヴィシュヌ（クリシュナ）。アルジュナがその傍らに跪いている

ヴィシュヴァールーパ（梵 : Viśvārūpa、viśvarūpa。羅 : Vishvarupa）は、インド神話（ヒンドゥー教神話）に登場する神ヴィシュヌの別名の1つである。

## 名前の意味
ヴィシュヴァールーパの名前は「全智全能者」、「あらゆる形をもつ者」「あらゆる形態をもつもの」、「普遍的なもの」「普遍的な風貌」 (英 : Universal form, Omni-form) を意味する。
「ヴィシュヴァ」は形容詞の場合は「すべての」「あらゆる」を意味し、名詞の場合は「すべて」「宇宙」を意味する。「ルーパ」は「姿」「形」を意味する。

## 『バガヴァッド・ギーター』
ヴィシュヴァールーパは、叙事詩『マハーバーラタ』に含まれる物語『バガヴァッド・ギーター』にも登場している。
王子アルジュナが、クル・クシェートラでこれから始まる戦闘への不安にとらわれる。アルジュナの乗る戦車の御者を務めていたクリシュナが、アルジュナが果たすべき義務について語っていく。
第11章に至ってバガヴァッド（クリシュナ）はついに、ヴィシュヌ神としての自身の本当の姿を明らかにする。それは、あまたの顔と眼と口、腕と胴を備え、あまたの武具と装飾具を持ち、美しい花飾りと衣装と香料を身につけた、あまたの方向に無限の姿を見せる「あらゆる形をもつ者」すなわちヴィシュヴァールーパであった。物語の語り手は「もしも一千の太陽の光が、一ときに天に発生するならば、そ〔の光〕は、かの偉大な〔神〕の 光に似ている」（第12節、服部正明訳）だろう、と描写している。アルジュナはヴィシュヴァールーパの体の中に、ブラフマーを初めとするあらゆる神々と聖仙と竜王、そしてあらゆる生物の姿も認めた。さらに、アルジュナが知る人々も含めて世界中の人々が、ヴィシュヴァールーパの口に飛び込んでゆき、そのあぎとの間で砕かれ、あるいは業火に焼かれていく姿も認めた。
バガヴァッド（クリシュナ）はこの神秘的な姿で「予は世界を滅亡せしめる熟した時（死）である。諸世界を収斂するためにここに出現したのである。」（第32節、服部正明訳）と語り、敵を殺すことを恐れずに戦いに臨むよう、アルジュナに告げた。アルジュナは彼の言葉を聞いて合掌し、彼を恐れ敬い、ぬかずいて賛美の言葉を重ねた。アルジュナは友人クリシュナに対する自身の言動を非礼であったと謝罪したが、クリシュナは元の姿に戻ってアルジュナを励ました。

## トヴァシュトリの子ヴィシュヴァルーパ
工匠神トヴァシュトリの息子トリシラスもヴィシュヴァルーパという別名を持っていた。このヴィシュヴァルーパには3つの頭があり、インドラは彼の力を恐れるなど（経緯は文献によって異なる）してヴィシュヴァルーパを殺害した。（「ヴリトラ」を参照）